# Tljarata (Tljaratinski)
Tljarata (russisch Тляра́та, awarisch ЛъратӀа) ist ein Dorf (selo) in der Republik Dagestan in Russland mit 1200 Einwohnern (Stand 14. Oktober 2010).

## Geographie
Der Ort liegt gut 130 km Luftlinie südwestlich der Republikhauptstadt Machatschkala im östlichen Teil des Großen Kaukasus. Er befindet sich etwa 15 km entfernt von der Staatsgrenze zu Georgien überwiegend am rechten Ufer des dort Dschurmut genannten Oberlaufes des Flusses Awarskoje Koisu.
Tljarata ist Verwaltungszentrum des Tljaratinski rajon sowie Sitz der Landgemeinde (selskoje posselenije) Tljaratinski selsowet, zu der außerdem die Dörfer Barnab (4 km südöstlich), Chamar (3 km östlich), Nadar (1 km südöstlich), Tilutl (unmittelbar gegenüberliegend am linken Ufer des Dschurmut), Toch-Orda (1 km nordöstlich) und Ukal (2 km nördlich) gehören. Der Ort ist fast ausschließlich von Awaren bewohnt.

## Geschichte
Der zuvor unbedeutende Ort kam nach dem Anschluss des Gebietes an das Russische Reich und der Bildung der Oblast Dagestan 1860 zu deren Okrug Gunib. Später wurde es Sitz eines der Verwaltungsabschnitte (utschastok) des Okrugs, der zunächst als Bognadelski utschastok, später als Bachnadinski utschastok bezeichnet wurde. Im Rahmen der administrativen Umgestaltung der 1921 gegründeten Dagestanischen ASSR wurde aus dem Bachnadinski und dem nördlich anschließenden Antschucho-Kaputschinski utschastok mit Sitz im 10 km entfernten Tschodo-Kolo (heute Tschadakolob) am 28. März 1926 der Antschucho-Kaputschinski rajon gebildet. Bereits am 10. Oktober 1926 erhielt er seinen heutigen Namen nach dem Verwaltungszentrum Tljarata.

### Bevölkerungsentwicklung
| Jahr | Einwohner |
| ---- | --------- |
| 1939 | 603       |
| 1959 | 670       |
| 1970 | 808       |
| 1979 | 1011      |
| 1989 | 1265      |
| 2002 | 1773      |
| 2002 | 1200      |

Anmerkung: Volkszählungsdaten

## Verkehr
Tljarata ist Endpunkt der Regionalstraße 82K-033, die vom 12 km nördlich gelegenen Dorf Anzuch den Dschurmut aufwärts führt. In Anzuch besteht Anschluss an die 82K-010, die den zentralen Gebirgsteil der Republik bei Gunib zunächst entlang dem Awarskoje Koisu über Chebda, ab Anzuch entlach dem linken Zufluss Chsanor mit dem 2441 m hohen Wantljaschewski-Pass über den Kaukasus-Hauptkamm, an der Grenze zu Georgien, verbindet (der Abschnitt aus dem Chsanor-Tal bis zum Pass ist noch im Bau beziehungsweise geplant).

## Söhne und Töchter des Ortes
- Sultan-Achmed Ibragimow (* 1975), Boxer
- Senfira Magomedalijewa (* 1988), Boxerin